# Động đất Tottori 2016
Động đất Tottori 2016 (鳥取県中部地震 Tottori-ken Chūbu Jishin) là trận động đất xảy ra vào lúc 14:07 (theo giờ địa phương), ngày 21 tháng 10 năm 2016. Trận động đất có cường độ 6,6 độ richter (theo JMA), tâm chấn độ sâu khoảng 11 km. Do trận động đất nằm trung tâm tỉnh Tottori nên không có cảnh báo sóng thần. Hậu quả trận động đất làm 32 người bị thương, hàng trăm công trình bị thiệt hại nặng.

## Phản ứng

### Chính quyền địa phương
Ngay sau khi xảy ra động đất, chính quyền tỉnh Tottori đã quyết định áp dụng Đạo luật Cứu trợ Thiên tai cho Thành phố Kurayoshi, Yurihama, Hokuei, Misasa. Ngoài ra, do sự cố nguồn nước ở thành phố Kurayoshi, thống đốc Shinji Hirai đã yêu cầu Lực lượng cứu trợ khẩn trương khắc phục thiệt hại.